# Marino Bodenmann
Marino Bodenmann (* 18. September 1893 in Fiesch; † 8. März 1964 in Ascona; heimatberechtigt in Martisberg) war ein Schweizer Politiker (KPS/PdA).

## Leben
Marino Bodenmann, Sohn eines Schuhmachers, wurde früh Halbwaise. Nach der Primarschule arbeitete er im Bergbauernbetrieb der Grosseltern. Ab 1910 war er als Hilfsarbeiter tätig, u. a. als Kellner in Italien und als Uhrenarbeiter im Jura. Bodenmann wurde 1917 Vizepräsident der SP Grenchen. Ab 1921 war er Gründungsmitglied, Mitglied des Zentralkomitees und Parteisekretär der Kommunistischen Partei der Schweiz. In den Jahren 1918 bis 1935 erfolgten mehrere Reisen mit Parteiaufträgen nach Sowjetrussland bzw. in die Sowjetunion. 1919 wurde er als Funktionär der Komintern in Rom verhaftet und ausgewiesen. Bodenmann war Delegierter am 6. (1928) und 7. Weltkongress (1935) der Komintern. Von 1926 bis 1929 war er Leiter der Basler KP-Sektion, ab 1928 Sekretär der Roten Gewerkschaftsopposition (RGO). 1930 musste er das Politbüro der KPS wegen «Opportunismus» verlassen, 1932 trat er ihm wieder bei, 1936 wurde er erneut Parteisekretär.
1935 wurde er Redaktor des kommunistischen Zürcher Kämpfers, 1936–1939 war Bodenmann Chefredaktor des nationalen KP-Organs Freiheit, ab 1947 Leiter der Kooperativdruckerei des Vorwärts. Von 1922 bis 1932 war er Basler Grossrat, 1934–1937 Zürcher Gemeinderat, 1935–1937 Zürcher Kantonsrat, 1944 war er Gründungsmitglied der PdA. In den Jahren 1934–1939 und 1953–1959 war Bodenmann Basler Nationalrat.
Marino Bodenmann war mit Annette Kirschbaum verheiratet.